# Andris Misters
Andris Misters (Dobele, 8 aprile 1992) è un cestista lettone.

## Palmarès

### Squadra
- Campionato lettone: 1

VEF Riga: 2018-2019
- Campionato estone: 1

Pärnu: 2021-2022

### Individuale
- KML MVP finali: 1

Pärnu: 2021-2022